# Panacaxtlán
Panacaxtlán es una localidad de México localizada en el municipio de Huejutla de Reyes, en el estado de Hidalgo.

## Toponimia
Del náhuatl nacaxpatli o panecaztli, ‘planta medicinal’, y estos de patli, ‘medicina’, y nacaztli, ‘oreja’.

## Geografía
Se encuentra en la región geográfica de la Huasteca hidalguense. A la localidad le corresponden las coordenadas geográficas 21° 08′ 57.584″ de latitud norte y 98° 27′ 19.077″ de longitud oeste, con una altitud de 212 m s. n. m. Cuenta con un clima semicálido húmedo con abundantes lluvias en verano.
En cuanto a fisiografía, se encuentra dentro de la provincia de la Sierra Madre Oriental, dentro de la subprovincia del Carso Huasteco; su terreno es de sierra. En lo que respecta a la hidrografía se encuentra posicionado en la región de Pánuco, dentro de la cuenca del río Moctezuma, en la subcuenca de río Los Hules.

## Demografía
En 2020, registró una población de 867 habitantes, lo que corresponde al 0.68 % de la población municipal; de ellos, 432 eran hombres y 435 mujeres.
| Gráfica de evolución demográfica de Panacaxtlán entre 1921 y 2020                            |
|                                                                                              |
| Población de los censos y conteos del Instituto Nacional de Estadística y Geografía (INEGI). |